# Limoges
Limoges (Occitaans: Limòtges) is een Franse stad aan de rivier de Vienne en de hoofdstad van het departement Haute-Vienne. De stad telde op 1 januari 2022 129.754 inwoners (circa 250.000 in de gehele agglomeratie) en maakt sinds 1 januari 2016 deel uit van de regio Nouvelle-Aquitaine.

## Geschiedenis
Limoges werd door Keizer Augustus rond 10 v.Chr. gesticht als Augustoritum. Het was een belangrijk kruispunt van wegen. De Romeinen bouwden een brug van steen over de aanvankelijke doorwaadbare plaats, een forum op de helling, verscheidene thermen, een groot amfitheater, een theater op de oevers van de Vienne, ondergrondse aquaducten, orthogonale straten, en luxe woningen. De stadsnaam werd later gewijzigd door deze te vernoemen naar de stam van de Lemovices, waar de huidige naam Limoges een verbastering van is.
Volgens de traditie bracht Martialis in de 3e eeuw het christendom naar Limoges. Begin 4e eeuw verhuisden de bewoners naar de beter te verdedigen heuvel van Puy-Saint-Etienne. Hier ontwikkelde zich uiteindelijk de middeleeuwse stad La Cité, met de Saint-Étiennekathedraal. Limoges werd in de eerste decennia van de 13e eeuw een gemeente bestuurd door consuls.
In de 9e eeuw werd een abdij gebouwd op de plek waar Martial was begraven. Rondom de abdij en een mottekasteel, op de plek van de oude stad Augustoritum, ontstond een nederzetting die uitgroeide tot de stad met de naam Le Château. De abdij was onafhankelijk van de bisschop van Limoges en werd beroemd vanwege zijn bibliotheek, de op een na grootste in Frankrijk na Cluny. De stad van de abdij en de burggraaf concurreerde met de stad van de bisschop; tijdens de Honderdjarige Oorlog stonden beide plaatsen tegenover elkaar. Pas in 1792 werden beide delen samengevoegd tot de huidige gemeente Limoges.
In de loop van de 18e eeuw werden de stadsmuren geslecht en kwamen er boulevards en pleinen.
Limoges was in de middeleeuwen beroemd vanwege zijn email op koper. In 1768 werd hier porseleinaarde ontdekt, en vanaf dat moment is Limoges bekend om zijn porselein. In 1853 kwam er een spoorverbinding met Parijs tot stand. In de 19e eeuw ontwikkelde zich industrie langsheen de Vienne en later in het noordoosten van de gemeente. Om de arbeiders te huisvesten werden nieuwe wijken gebouwd. Limoges was belangrijk bij het ontstaan van de vakbeweging in Frankrijk. Vanaf 1870 ontstonden er vakbonden onder de arbeiders in de porseleinfabrieken. De vakbonden in Limoges waren eerder gematigd. In 1893 sprak hun overkoepelende organisatie zich nog uit tegen het wapen van de algemene staking. De vakbond CGT (Confédération Générale du Travail) werd er in 1895 opgericht tijdens het 7e nationale congres van vakverenigingen dat in Limoges werd gehouden. In 1905 was er zware sociale onrust in Limoges met stakingen en lock-outs in de porseleinfabrieken. In de groeijaren na de Tweede Wereldoorlog (Trente Glorieuses) kende de stad een belangrijke groei.
Tot de Franse Revolutie was Limoges de hoofdstad van de historische provincie en tussen 1960 en 2015 van de toenmalige regio Limousin.

## Bezienswaardigheden
- Kathedraal St. Étienne van Limoges, mooi exemplaar van gotische bouwkunst

- Musée Municipal de l'Evêché (email-museum)

Het museum bezit ruim 300 stukken email, van de 12de eeuw tot heden. Voorts zijn er belangrijke Egyptische oudheden en Gallo-Romeinse vondsten, een mineralogische collectie en schilderijen, waaronder twee doeken van de in Limoges geboren schilder Pierre-Auguste Renoir (1841-1919).
- Musée National de la Porcelaine A. Dubouché (Nationaal porseleinmuseum)
- Crypte St.-Martial
- Tuinen van Evêché
- Station van Limoges-Benedictins, ontworpen door architect Gonthier

## Geografie
De oppervlakte van Limoges bedroeg op 1 januari 2022 78,03 vierkante kilometer; de bevolkingsdichtheid was toen 1.662,9 inwoners per km².
De onderstaande kaart toont de ligging van Limoges met de belangrijkste infrastructuur en aangrenzende gemeenten.

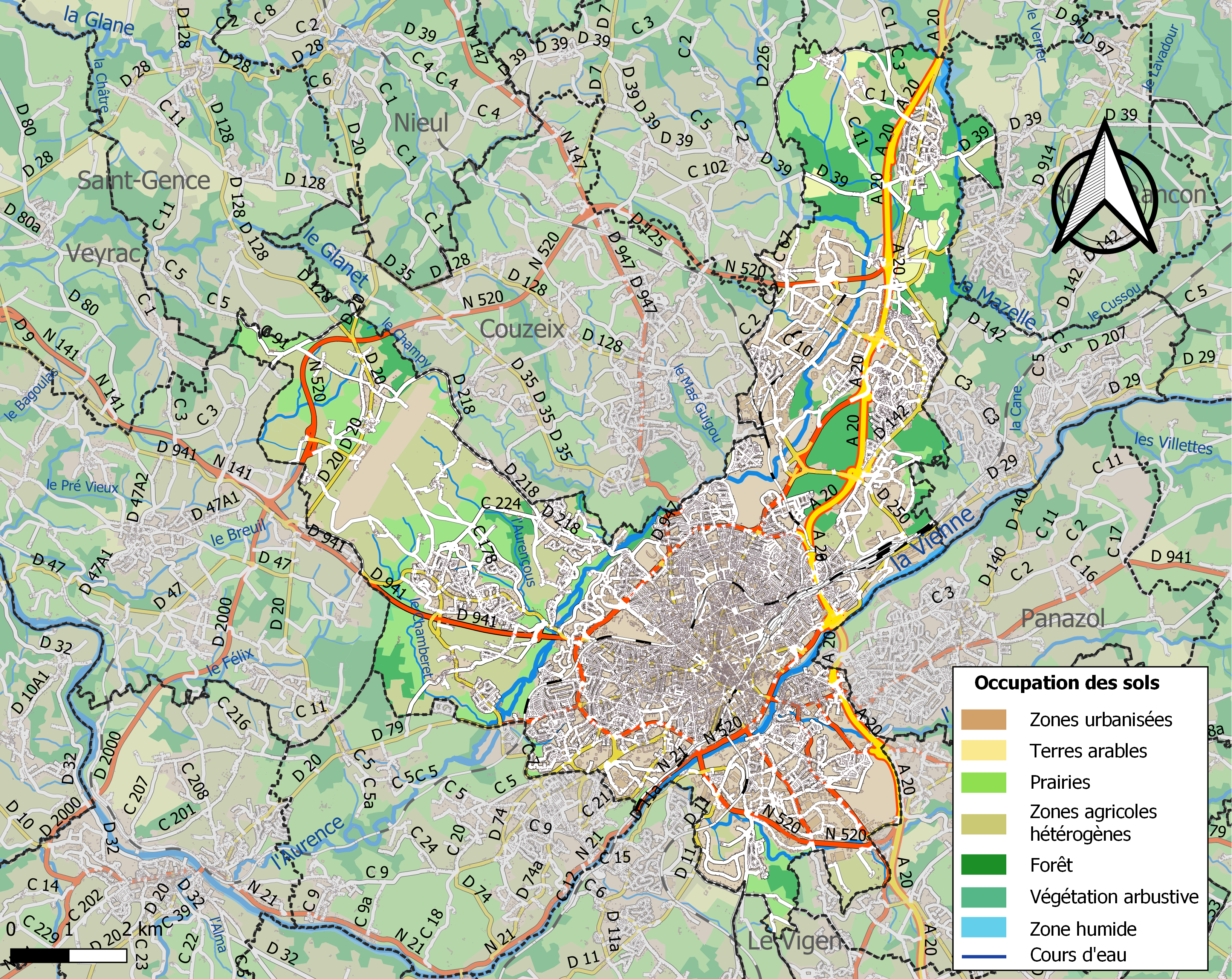

## Demografie
In 1911 telde de gemeente ongeveer 92.000 inwoners. Onderstaande figuur toont het verloop van het inwonertal (bron: INSEE-tellingen).

## Verkeer en vervoer
Limoges is bereikbaar vanaf Orléans via de Franse autosnelweg A20/E9. In de gemeente liggen de spoorwegstations Limoges-Bénédictins en Limoges-Montjovis. Naast conventionele bussen, rijden er ook moderne trolleybussen.
Limoges heeft een internationale luchthaven Limoges-Bellegarde.

## Sport
Limoges was 16 keer etappeplaats in de wielerkoers Ronde van Frankrijk. Onder meer Jan Janssen, Eddy Merckx en Jan Raas wonnen er. De Deen Mads Pedersen was in 2023 de voorlopig laatste ritwinnaar in Limoges.
Limoges Cercle Saint-Pierre, meestal aangeduid als Limoges CSP of gewoon Limoges, is een professionele basketbalclub uit Limoges. Op 15 april 1993 werd CSP Limoges, onder leiding van de Serviër Bozidar Maljkovic, in Athene de eerste Franse club die de grote Europese basketbalcompetitie won. Na Real Madrid Baloncesto in de halve finale te hebben uitgeschakeld, won de ploeg uit Limoges de finale tegen de Italianen uit Pallacanestro Treviso (59-55).
Limoges Handball (LH), voorheen Limoges Hand 87, speelt sinds 2021 in de LNH Division 1 (Starligue).

## Stedenbanden
- Charlotte (Verenigde Staten), sinds 1992
- Fürth (Duitsland), sinds 1992
- Hrodna (Wit-Rusland), sinds 1982
- Incheon (Zuid-Korea) sinds 2015
- Pilsen (Tsjechië), sinds 1987
- Seto (Japan), sinds 2003

## Bekende personen uit Limoges

### Geboren
- Nicetius van Trier (ca. 500 - ca. 566), bisschop van Trier
- Bernard Gui (1261/1262–1331), dominicaans inquisiteur, bisschop van Lodève en schrijver
- Gérard Domar (?-1352), kardinaal
- Jean Dorat (1508-1588), dichter
- Étienne de Silhouette (1709-1767), contrôleur général des finances onder Lodewijk XV
- Jean-Baptiste Jourdan (1762-1833), burgemeester
- Michel Chevalier (1806-1879), econoom, ingenieur en politicus
- Marie François Sadi Carnot (1837-1894), president van Frankrijk
- Pierre-Auguste Renoir (1841-1919), kunstschilder
- Paul Ranson (1861-1909), kunstschilder
- Georges Catroux (1877–1969), generaal, minister tijdens de Vierde Republiek en diplomaat (ambassadeur)
- Edmond Malinvaud (1923-2015) econoom
- Jean-Joseph Sanfourche (1929–2010), schilder, dichter, tekenaar en beeldhouwer
- Claude Mandonnaud (1950), zwemster
- Michel Becquet (1954), trombonist
- Éric Faye (1963), journalist en schrijver
- Luc Leblanc (1966), wielrenner
- David Ducourtioux (1978), voetballer
- Maxime Méderel (1980) wielrenner
- Sébastien Puygrenier (1982), voetballer
- Guillaume Moreau (1983), autocoureur
- Sébastien Turgot (1984), wielrenner
- Laurent Koscielny (1985), voetballer
- Karim Aït Fana (1989), voetballer
- Matthieu Vaxivière (1994), autocoureur
- Lucas Boniface (2000), wielrenner
- Benoît Badiashile (2001), voetballer

### Overleden
- Raoul Hausmann (1886-1971), Oostenrijks dadakunstenaarLimoges

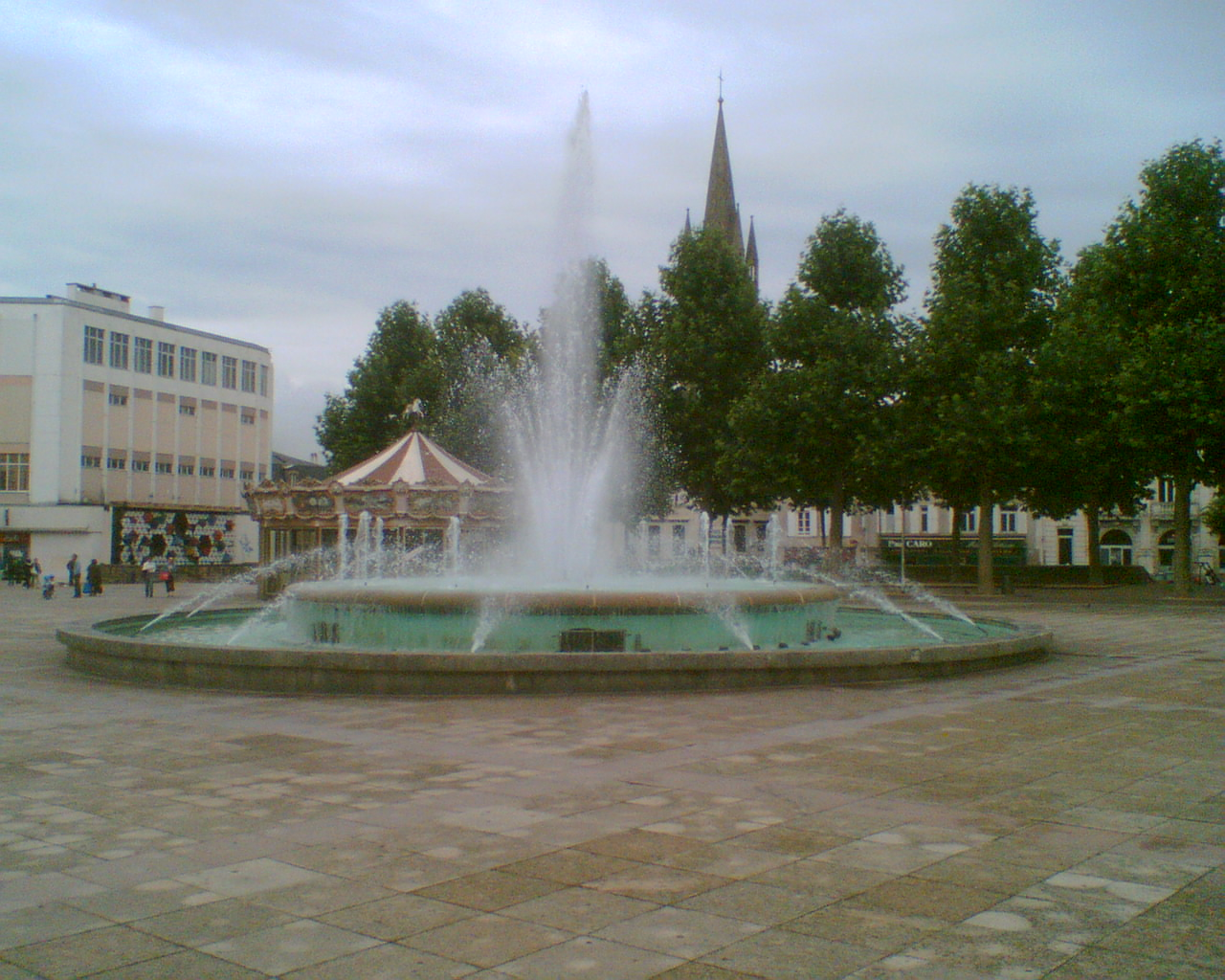
Limoges

## Trivia
Het 12e deel van de compositie Schilderijen van een tentoonstelling van de Russische componist Modest Moessorgski is getiteld Limoges. In dit stuk zijn de ruziënde marktvrouwen te horen op het marktplein van het Franse stadje. Het is een zeer kort allegretto vivo (sempre scherzando) van nog geen anderhalve minuut. Het betreffende schilderij was gemaakt door de Russische kunstschilder Viktor Hartmann.
Aix-en-Provence · Amiens · Angers · Argenteuil · Besançon · Bordeaux · Boulogne-Billancourt · Brest · Caen · Clermont-Ferrand · Dijon · Grenoble · Le Havre · Le Mans · Limoges · Lyon · Marseille · Metz · Montpellier · Montreuil · Mulhouse · Nancy · Nantes · Nice · Nîmes · Orléans · Parijs · Perpignan · Reims · Rennes · Rijsel · Rouen · Saint-Denis (Réunion) · Saint-Denis (Seine-Saint-Denis) · Saint-Étienne · Saint-Paul · Straatsburg · Toulon · Toulouse · Tours · Villeurbanne